# Micke "Syd" Andersson
Jan Michael Andersson, ofta kallad Micke ”Syd” Andersson, född 12 mars 1961 i Harplinge utanför Halmstad, är en svensk musiker; bland annat är han känd för att vara trumslagare i Gyllene Tider och för att ha sjungit låten Du och jag och Glenn Hysén.
Han har turnerat med bland andra Eva Dahlgren, Christer Sandelin och Tommy Ekman. 
Andersson spelar också då och då i Lasse Lindboms band The Husbands tillsammans med Patrik Lundström och Mats Gaffa Karlsson.
Andersson verkar aktivt för ökad organdonation efter att en av hans söner drabbas av en njursjukdom.
Smeknamnet Syd kom till för att skilja honom från musikern Mikael Nord Andersson. Båda två lade helt enkelt till varsitt väderstreck i namnet.

## Externa länkar

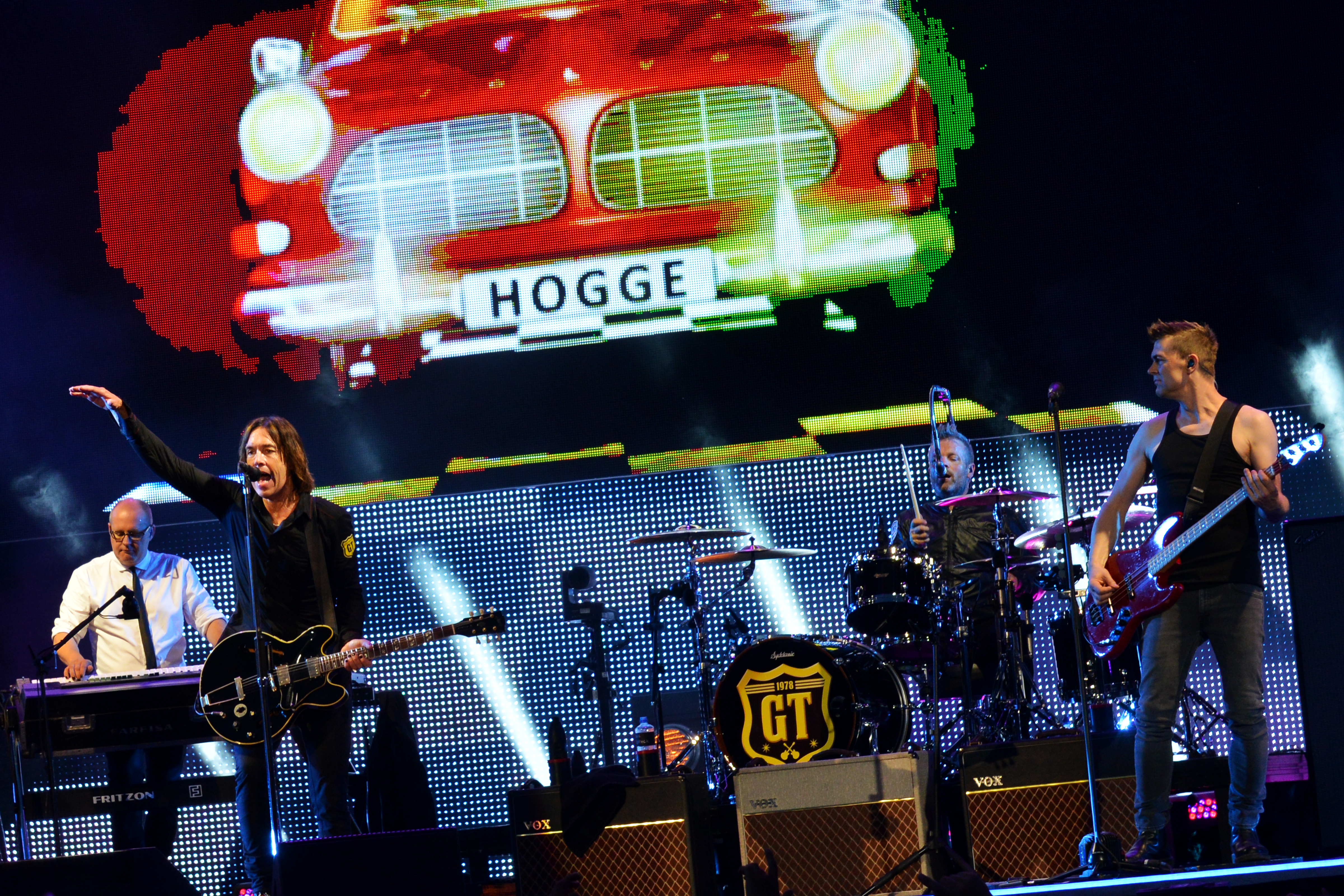
Micke ”Syd” Andersson med Gyllene Tider i Linköping under turnén "dags att tänka på refrängen"

## Singlar
- In the Summertime, 1997
- Du och jag och Glenn Hysén, 2006